# Ferrera Erbognone
Ferrera Erbognone je italská obec v provincii Pavia v oblasti Lombardie.
K 31. prosinci 2010 zde žilo 1 137 obyvatel.

## Sousední obce
Galliavola, Lomello, Mezzana Bigli, Ottobiano, Pieve del Cairo, Sannazzaro de' Burgondi, Scaldasole, Valeggio